# Alexander Wiktorowitsch Donskoi
Alexander Wiktorowitsch Donskoi (russisch Алекса́ндр Ви́кторович Донско́й; * 10. Juni 1970 in Archangelsk) ist ein russischer Politiker und ehemaliger Bürgermeister der Stadt Archangelsk.

## Ausbildung und Beruf
Alexander Donskoi wurde am 10. Juni 1970 in Archangelsk geboren. Er besuchte die Mittelschule №51 und leistete danach seinen Wehrdienst ab. Donskoi machte seinen Abschluss an der russischen Vertretung der Handelshochschule Stockholm  und besuchte danach das Nordinstitut für Unternehmertum (Северный Институт предпринимательства). Von 1994 bis zum Jahr 2006 war er Generaldirektor einer Lebensmittelkette in Archangelsk.

## Wahl zum Bürgermeister
Am 13. März 2005 wurde Donskoi zum Bürgermeister der Stadt Archangelsk gewählt. Der parteilose Donskoi erreichte bei einer geringen Wahlbeteiligung von 39,6 % einen Stimmanteil von 38,65 % und setzte sich so vor neun weiteren Kandidaten, unter anderem seinem Hauptkonkurrenten Pjotr Orlow der Partei Einiges Russland, durch.

## Kandidatur zur Präsidentschaft
Im Oktober 2006 war er einer der ersten russischen Politiker, der die Absicht erklärten 2008 bei den russischen Präsidentschaftswahlen antreten zu wollen. Dies brachte ihn in der darauf folgenden Zeit stark unter Druck. Ende 2006 wurde er zum Ziel einer Untersuchung durch die Staatsanwaltschaft und im Juli 2007 schließlich verhaftet. Donskoi befand sich daraufhin für einige Zeit in Untersuchungshaft. Ihm wurde unter anderem vorgeworfen, seinen persönlichen Wachschutz und den seiner Familie aus der Stadtkasse bezahlt, Amtsvollmachten überschritten, sein Diplom gefälscht und illegale Geschäfte betrieben zu haben.
Nach Inkrafttreten einer Verurteilung bezüglich seines gefälschten Diploms trat Donskoi am 29. Februar 2008 als Bürgermeister der Stadt Archangelsk zurück.

## Privates
Alexander Donskoi ist verheiratet und hat eine Tochter und einen Sohn.